# واقعية علمية
الواقعية العلمية هي الرأي القائل بأن الكون الموصوف من قبل العلم هو كون حقيقي بغض النظر عن كيفية تفسيره.
غالبًا ما يكون هذا الرأي ضمن نطاق فلسفة العلوم إجابة عن سؤال «كيف يمكن تفسير نجاح العلم؟». يركّز النقاش حول نجاح العلم ضمن هذا السياق في حالة الكيانات غير القابلة للرصد في المقام الأول، كالتي تحدّثت عنها بعض النظريات العلمية. عمومًا، يؤكّد الواقعيون العلميون على قدرة المرء على تقديم مزاعم صحيحة بشأن الخاصيات غير القابلة للرصد (بمعنى، أنهم يتّمتعون بنفس الحالة الوجودية) كالخاصيات القابلة للرصد بالمقارنة مع الذرائعية.

## الخصائص الأساسية
تنطوي الواقعية العلمية على موقفين أساسيين اثنين. أولًا، إنها مجموعة من المزاعم حول ميّزات النظرية العلمية المثالية؛ النظرية المثالية هي أحد أنواع العلوم النظرية الهادفة إلى الإنتاج. ثانيًا، إنها الالتزام بإنتاج العلم لنظريات مشابهة للنظرية المثالية إلى حد كبير في النهاية، وأن العلم قد حقّق نتائج جيدة حتى الآن في شتّى المجالات. من المهم أن ندرك بأن المرء قادر على أن يكون واقعيًا علميًا في نظرته لبعض العلوم وألا يكون واقعيًا في نظرته لعلوم أخرى.
وفقًا للواقعية العلمية، تشتمل النظرية العلمية المثالية على هذه الميّزات:
- تُعتبر المزاعم التي تقدّمها النظرية إمّا صحيحة أو خاطئة، فالأمر متعلق فيما إذا كانت الكيانات التي تتحدّث عنها النظرية موجودة وموصوفة بشكل صحيح من قبل النظرية. وهذا هو الالتزام الدلالي للواقعية العلمية.
- تتواجد الكيانات الموصوفة من قبل النظرية العلمية بشكل موضوعي وعقلاني. وهذا هو الالتزام الميتافيزيقي للواقعية العلمية.
- هنالك أسباب للإيمان ببعض الأجزاء الهامة من النظرية. وهذا هو الالتزام المعرفي.

يستلزم المزعم الأول والثاني أن تقول النظرية أشياء محددة عن الكيانات الموجودة بالفعل. يقول المزعم الثالث بأننا نتملك أسبابًا للاعتقاد بصحة العديد من المزاعم المرتبطة بهذه الكيانات وليس جميعها.
عادةً ما تؤكد الواقعية العلمية على تحقيق العلم للتقدّم، أي أن النظريات العلمية عادةً ما تتحسن بالتعاقب، أو أنها تجيب عن الأسئلة أكثر فأكثر. ولهذا السبب، يرى العديد من الناس أو الواقعيين العلميين وغيرهم أن الواقعية يجب أن تفهم التقدم العلمي في إطار النظريات المشابهة المتعاقبة للنظرية المثالية في نظر الواقعيين العلميين.

### المزاعم الخاصة
تُعتبر المزاعم التالية نموذجًا للمزاعم الخاصة بالواقعيين العلميين. يتّفق الواقعي العلمي مع بعض من المواقف التالية وليس جميعها، وذلك بسبب الخلافات الكثيرة حول طبيعة نجاح العلم ودور الواقعية في نجاحه.
- تُعتبر أفضل النظريات العلمية على الأقل صحيحة جزئيًا.
- لا تستخدم أفضل النظريات مصطلحات مركزية، كالتي تُعتبر تعبيرات غير مرجعية.
- إن القول بصحّة النظرية التقريبي هو تفسير كافٍ لدرجة نجاحها التنبئي.
- إن الحقيقة التقريبية للنظرية هي التفسير الوحيد لنجاحها التنبئي.
- تُعتبر النظرية العلمية صحيحة تقريبيًا حتّى وإن استخدمت تعبيرات غير مرجعية.
- تدخل النظريات العلمية في عملية تاريخية تطورية بهدف الوصول إلى بيان حقيقي للعالم المادي.
- تقدّم النظريات العلمية مزاعم حقيقية وجودية.
- يجب النظر إلى المزاعم النظرية للنظريات العلمية بشكل حرفي، سواء أكانت صحيحة أو خاطئة.
- إن درجة النجاح التنبئي للنظرية دليل على النجاح المرجعي للمصطلحات المركزية.
- يُعتبر الهدف من العلم تقديم بيان صحيح بشكل حرفي للعالم المادي. وقد نجح العلم لأن هذا هو الهدف الذي أحرز فيه تقدّمًا.

## التاريخ
ترتبط الواقعية العلمية بالعديد من المواقف الفلسفية القديمة للغاية مثل العقلانية والواقعية الميتافيزيقية. ومع ذلك، تُعتبر الواقعية العلمية بمثابة أطروحة عن العلوم المتقدّمة خلال القرن العشرين. يُعتبر تصوير الواقعية العلمية في إطار أبناء عمومتها في العصور القديمة والوسطى والحديثة تصويرًا مضللًا بأفضل الأحوال.
طُوّرت الواقعية العلمية إلى حد كبير كردة فعل على الوضعية المنطقية. كانت الوضعية المنطقية أولى فلسفات العلم في القرن العشرين ورائدة للواقعية العلمية، باعتبار أنه يمكن التمييز بشكل واضح بين المصطلحات الرصدية والمصطلحات النظرية فالأخيرة قادرة على التحليل الدلالي من ناحية المصطلحات المنطقية والرصدية.
واجهت الوضعية المنطقية صعوبات في:
- نظرية برهنة المعنى.
- مشاكل في التمييز التحليلي والتركيبي.
- ثقل نظرية الملاحظة.
- الصعوبات المرتبطة بالانتقال من المصطلحات الرصدية إلى الجمل الرصدية.
- الغموض المحيط بالتمييز الرصدي-النظري.

تشير هذه الصعوبات في الوضعية المنطقية إلى الواقعية العلمية دون أن تسلتلزمها، وأدّت هذه الصعوبات أيضًا إلى تطوّر الواقعية بصفتها فلسفة علمية.
أصبحت الواقعية الفلسفة السائدة للعلم بعد الوضعية. طوّر باس فان فراسين في كتابه «الصورة العلمية» (1980) التجريبية البنّاءة بصفتها بديلًا للواقعية. شحذت الاستجابات على أقوال فان فراسين المواقف الواقعية وأدّت إلى بعض المراجعات للواقعية العلمية.

## الحجج المؤيدة والمعارضة للواقعية العلمية

### حجة عدم وجود المعجزات
تركّز واحدة من الحجج الرئيسية للواقعية العلمية على الفكرة القائلة بأن المعرفة العلمية تقدمية بطبيعتها وأنها قادرة على التنبؤ بالظواهر بنجاح. يعتقد العديد من الواقعيين العلميين (على سبيل المثال، إرنان ماكمولين وريتشارد بويد) أن النجاح العملي لنظرية ما يضفي مصداقية وجود جوانب الفكرة غير القابلة للرصد، وذلك لأنهم فسّروا النظرية وفقًا لتنبؤاتها. على سبيل المثال، قد يجادل الواقعي العلمي أنه يجب على العلم أن يستمد قليلًا من الدعم الأنطولوجي للذرات عن طريق النجاح الهائل والمتميز لجميع النظريات التي تستخدمها.
غالبًا ما تجادل حجج الواقعية العلمية في مواضيع التفكير المنطقي أو «الاستدلال المبني على أفضل تفسير» (ليبتون، عام 2004). على سبيل المثال، يوجد حجة واحدة شائعة الاستخدام ـــــ «حجة المعجزة» أو «حجة المعجزات» ــــــ إذ تبدأ من خلال ملاحظة نجاح النظريات العلمية الكبير في التنبؤ وشرح مجموعة متنوعة من الظواهر بدقة كبيرة في أغلب الأحيان. وبالتالي، يُقال بأن التفسير الأفضل ـــــــ التفسير الوحيد الذي لا يعزو نجاح العلم إلى ما يسمّيه هيلاري بوتنام «معجزة» ـــ هو الرأي القائل بأن نظرياتنا العلمية (أو على الأقل أفضلها) تقدّم وصفًا حقيقيًا أو تقريبيًا للعالم.
يردّ باس فان فراسين بمثال توضيحي تطوري قائلًا «إنني أزعم أن نجاح النظريات العلمية الحالية ليس معجزة. إنه لا يثير الدهشة حتّى بالنسبة للعقل العلمي (الدارويني). وذلك لأن كل نظرية علمية مولودةٌ ضمن حياة من المنافسة الشرسة؛ غابة من الأنياب والمخالب الدموية. لا ينجو منها سوى النظريات الناجحة ـــ تلك النظريات التي سلّطت الضوء على النظم الواقعية في الطبيعة» (الصورة العلمية، عام 1980).
اعتُبرت حجة عدم وجود المعجزات خاطئة لأنها تقع في مغالطة معدل الأساس.